# Sadżiwka
Sadżiwka (ukr. Саджівка) – wieś na Ukrainie w obwodzie tarnopolskim, w rejonie czortkowskim.
Do 2020 w rejonie monasterzyskim.